# Amori celebri
Amori celebri (Amours célèbres) è un film del 1961 diretto da Michel Boisrond.